# Live at the Wireless
Albums de Ash
1977
(1996) Nu-Clear Sounds
(1998)
Live at the Wireless est un album live de Ash, sorti le 17 février 1997.

## L'album
Enregistré à la station de radio australienne Triple J en octobre 1996, il est édité en 120 000 exemplaires sur le propre label du groupe, Deathstar. Il atteint la 85e place des UK Albums Chart.
Stephen Thomas Erlewine décrit l'album comme : « a vigorous but curiously unengaging live recording that just misses its full potential ».

### Titres
Tous les titres sont de Tim Wheeler.
1. Darkside Lightside (3:04)
2. Girl From Mars (2:53)
3. Oh Yeah (4:25)
4. T-Rex (2:10)
5. I'd Give You Anything (3:10)
6. Kung Fu (2:25)
7. What Deaner Was Talking About (2:14)
8. Goldfinger (4:27)
9. Petrol (4:00)
10. A Clear Invitation to the Dance (7:58)

### Musiciens
- Mark Hamilton : basse
- Rick McMurray : batterie
- Tim Wheeler : guitare, voix, cordes
- Lisa Moorish : voix